# Епоха Дікенса
Епоха Дікенса (англ. Dickensian) — британський драматичний телесеріал на 20 серій, прем'єра якого відбулася на телеканалі BBC One 26 грудня 2015 року. Сценарій, створений Тоні Джорданом та Сарою Фелпс, об'єднує знакових персонажів найпопулярніших творів Чарльза Дікенса. Дія розгортається в одному з районів вікторіанського Лондона, у той час інспектор Баккет розслідує вбивство Джейкоба Марлі, партнера Ебенезера Скруджа.

## Персонажі та акторський склад
У серіалі знімались:
| Персонаж                          | Актор                 | Епізод      | Назва твору Дікенса                  |
| --------------------------------- | --------------------- | ----------- | ------------------------------------ |
| Джейкоб Марлі                     | Пітер Фірт            | 1–2, 18, 20 | Різдвяна пісня                       |
| Артур Хевішем                     | Джозеф Квінн          | 1–          | Великі сподівання                    |
| Гонорія Барбері                   | Софі Рандл            | 1–          | Холодний дім                         |
| Амелія Хевішем                    | Таппенс Міддлтон      | 1–          | Великі сподівання                    |
| Френсіс Барбері                   | Александра Моен       | 1–          | Холодний дім                         |
| Мерівезер Компейсон               | Том Вестон-Джонс      | 1–          | Великі сподівання                    |
| Боб Кретчіт                       | Роберт Вілфорт        | 1–          | Різдвяна пісня                       |
| Ебенезер Скрудж                   | Нед Деннехі           | 1–          | Різдвяна пісня                       |
| Білл Сайкс                        | Марк Стенлі           | 1–          | Олівер Твіст                         |
| Пітер Кретчіт                     | Бренок О'Коннор       | 1–          | Різдвяна пісня                       |
| Дідусь із Крамниці старожитностей | Карс Джонсон          | 1–3         | Крамниця старожитностей              |
| Едвард Барбері                    | Едріан Роулінс        | 1–          | Холодний дім                         |
| Ненсі                             | Bethany Muir          | 1–          | Олівер Твіст                         |
| Фейгін                            | Антон Лессер          | 1–          | Олівер Твіст                         |
| Капітан Джеймс Хоудон             | Бен Старр             | 1–          | Холодний дім                         |
| Марта Кретчіт                     | Phoebe Dynevor        | 1–          | Різдвяна пісня                       |
| Джон Бенет                        | Олівер Куперсміт      | 1–          | Холодний дім                         |
| Нелл                              | Іможен Феїрс          | 1–          | Крамниця старожитностей              |
| Емілі Кретчіт                     | Дженніфер Хеннесі     | 1–          | Різдвяна пісня                       |
| Сайлас Вегг                       | Кріфстофер Феїрбенк   | 1–          | Наш спільний друг                    |
| Джаггерз                          | Джон Геффернан        | 1–          | Великі сподівання                    |
| Містер Бамбл                      | Річард Райдінгз       | 1–          | Олівер Твіст                         |
| Місіс Бамбл                       | Каролін Квентін       | 1–          | Олівер Твіст                         |
| Малюк Тім                         | зак Конвей            | 1–          | Різдвяна пісня                       |
| Місіс Гемп                        | Полін Коллінз         | 1–          | Мартін Чезлвіт                       |
| Хлопець-посильний                 | Бенджамін Кемпбелл    | 1–          |                                      |
| Дейзі                             | Лорел Джордан         | 1–          | Барнебі Радж                         |
| Фенні Біггетівіч                  | Еллі Хеддінгтон       | 2–          |                                      |
| Інспектор Баккет                  | Стівен Рі             | 2–          | Холодний дім                         |
| Містер Вінус                      | Омід Джалілі          | 2–          | Наш спільний друг                    |
| Мері                              | емі Данн              | 2–          | Посмертні записки Піквікського клубу |
| Сержант Джордж                    | Уквелі Роач           | 3–          | Холодний дім                         |
| Сер Лейсестер Дедлок              | Річард Кордері        | 4–          | Холодний дім                         |
| Сержант Деск                      | Ніл Файндлатер        | 5–6         |                                      |
| Метью Покет                       | Сем Хор               | 6–          | Великі сподівання                    |
| Констебль Дафф                    | Джек Шалу             | 6-          | Олівер Твіст                         |
| Artful Dodger                     | Wilson Radjou-Pujalte | 7–          | Олівер Твіст                         |
| Томас Грендгрінд                  | Річард Дурден         | 10–         | Hard Times                           |
| Саллі Компейсон                   | Антонія Бернат        | 12–         | Великі сподівання                    |
| Олівер Твіст                      | Леонардо Дікенс       | 12-         | Олівер Твіст                         |
| Реверенд Кріспаркл                | Річард Кенінгем       | 14-         | Таємниця Едвіна Друда                |
| Майор Бегстон                     | Майк Бернсайд         | 14-         | Домбі і син                          |
| Лоутен                            | Пол Ланкастер         | 15-         | Посмертні записки Піквікського клубу |